# Monoloxis flavicinctalis
Monoloxis flavicinctalis is een vlinder uit de familie van de snuitmotten (Pyralidae). De wetenschappelijke naam van de soort werd voor het eerst geldig gepubliceerd in 1855 door Sepp als Abaera flavicinctalis.